# Општина Ласља (Сибињ)
Ласља (рум. Laslea) општина је у Румунији у округу Сибињ.
Oпштина се налази на надморској висини од 415 m.